# Lars Haugen
Lars Haugen (Oslo, 19 marzo 1987) è un hockeista su ghiaccio norvegese.

## Carriera
È cresciuto nelle giovanili del Vålerenga, prima di passare al Manglerud Star e poi al Leksand IF. Nel 2006 ha firmato un contratto professionistico con gli Sparta Warriors in GET-ligaean, dove ha giocato per tre stagioni prima di passare al Lørenskog IK. Prima della fine della stagione 2010/11 ha giocato nuovamente nel Manglerud Star.
Nel 2011/12 è approdato in KHL con la Dinamo Minsk. Dalla stagione 2015/16 milita con il Färjestad BK.
In ambito internazionale, con la rappresentativa norvegese, ha preso parte ai Giochi olimpici invernali 2014 e a diverse edizioni dei campionati mondiali a partire dal 2011.